# Право на приговор
Право на приговор (енгл. Just Mercy) је амерички биографско-правно-драмски филм из 2019. године кописца и редитеља Дестина Данијела Кретона, и играју Мајкл Бакари Џордан, Џејми Фокс, Роб Морган, Тим Блејк Нелсон, Рејф Спол и Бри Ларсон. Прича истиниту причу о Валтеру Макмилијану, који се, уз помоћ младог браниоца Брајана Стивенсона, жали на пресуду за убиство. Филм је заснован на истоименим мемоарима, које је написао Стивенсон.
Филм Право на приговор је светски премијерно приказан 6. септембра 2019. године на Филмском фестивалу у Торонту, и биоскопски је издат 25. децембра 2019. године од стране -а. Филм је биоскопски издат 30. јануара 2020. године у Србији од стране -а. Филм је добио позитивне критике критичара и зарадио је 50.4 милиона америчких долара. Фокс је номинован за награду за најбољег глумца у споредној улози на 26. додели награда Удружења филмских глумаца.

## Радња
Године 1989, идеалистички млади дипломирани правник са Харварда Брајан Стивенсон путује у Алабаму надајући се да ће помоћи у борби за сиромашне људе који не могу приуштити одговарајуће правно заступање. Удружујући се са Евом Ансли, он оснива Иницијативу за равноправност, а затим путује у затвор како би се састао са затвореницима осуђеним на смрт. Упознаје Волтера „Џонија Д.” Макмилијана, Афроамериканца, осуђен за убиство белкиње Ронде Морисон 1986. године. Стивенсон преиспитује доказе у овом предмету и открива да се они у потпуности ослањају на сведочење осуђеног преступника Ралфа Мајерса, који је пружио изузетно контрадикторно сведочење у замену за блажу казну на сопственом суђењу које је на чекању.
Први потез Стивенсона је тражење помоћи од тужиоца Томија Чапмана; Чапман га отпушта не гледајући ни Стивенсонове белешке. Потом Стевенсон тражи од Макмилијановог породичног пријатеља Дарнела Хјустона да сведочи да је у време убиства био негде другде код сведока који је накнадно лажно поткрепио Мајерсово сведочење, доказа који би довели до распада случаја тужилаштва. Када Стивенсон преда Хјустоново сведочење, полиција хапси Хјустона због лажног сведочења. Иако је Стивенсон у стању да одбаци оптужбе за кривоклетство, Хјустон је застрашен одбијањем да сведочи на суду. Убрзо након тога, Стивенсона застрашују двојица заменика шерифа који га под оружјем уклањају из аутомобила и илегално претражују аутомобил. Одбијају да му кажу зашто је заустављен и пусте га.
У међувремену, одбија се Стивенсонова жалба Врховном суду САД-а у име другог осуђеника на смрт, Херберта Лија Ричардсона. Ричардсон је осуђен за убиство своје девојке бомбом на њеном трему и осуђен је на смрт електричном столицом. Обећавајући да ће бити тамо с њим, Стивенсон теши Ричардсона током његових последњих тренутака, а затим сведочи о страшном погубљењу.
Враћајући се на случај Макмилијана, Стивенсон се обраћа лично Мајерсу, који на крају признаје да је његово сведочење било изнуђено након што се полиција поиграла његовом страху од опекотина и запретила да ће га погубити електричном столицом. Стивенсон апелује на локални суд да одобри Макмилијану поновно суђење и успешно убеђује Мајерса да одустане од сведочења на штанду, али судија ипак одбија да одобри поновно суђење. Узнемирен, Стивенсон исказује своје фрустрације због случаја Енслијевој. Појављује се на вестима 60 минута како би прикупио јавну подршку у корист Макмилијана, а затим се жалио Врховном суду Алабаме. Врховни суд поништава одлуку окружног суда и одобрава Макмилијану његово поновно суђење. Стивенсон затим подноси захтев за потпуно одбацивање оптужби. Суочава се са Чапманом код куће и покушава да га убеди да му се придружи у његовом покрету; Чапман га љутито избацује са свог имања. Долази дан захтева и Стивенсон се жали судији. Чапман пристаје да му се придружи у његовом захтеву, случај се одбацује, а Макмилијан се коначно поново ујединио са породицом.
Епилог напомиње да Стивенсон и Енслијева настављају да се боре за правду до данас. До своје смрти 2013. године, Макмилијан је остао пријатељ са Стивенсоном. Даља истрага о Морисоновој смрти потврдила је Макмилијану невиност и поставила да је вероватно крив белац; случај никада није решен. Макмилијанов бивши цимер, Ентони Реј Хинтон, остао је у смртној казни 28 година све док Стивенсон није могао да одустане од свих оптужби и Хинтон је на крају пуштен 2015. године.

## Улоге
| Глумац              | Улога                |
| ------------------- | -------------------- |
| Мајкл Бакари Џордан | Брајан Стивенсон     |
| Џејми Фокс          | Волтер Макмилијан    |
| Бри Ларсон          | Ева Енсли            |
| Роб Морган          | Херберт Ричардсон    |
| Тим Блејк Нелсон    | Ралф Мајерс          |
| Рејф Спол           | Томи Чепман          |
| О'Шеј Џексон Млађи  | Ентони Реј Хинтон    |
| Мајкл Хардинг       | шериф Тејт           |
| Каран Кендрик       | Мини Макмилијан      |
|                     | Џон Макмилијан       |
| Дарел Брит-Гибсон   | Дарнел Хјустон       |
| Доминик Богарт      | Даг Енсли            |
| Линдси Ајлиф        | судија Фостер        |
| Рон Клинтон Смит    | Вудроу Ајкнер        |
| Хејз Меркјур        | Џереми Дос           |
| Кирк Бовил          | Дејвид Вокер         |
| Теренс Роузмор      | Џими                 |
| Рода Грифис         | судија Памела Басчаб |
| Норм Луис           | глас спикера         |